# ماري دروكير
ماري دروكير(3 ديسمبر 1974 -) (بالإنجليزية:Marie Drucker) صحفية وكاتبة ومقدمة برامج على راديو وتلفزيون فرنسا ولدت في باريس، مقدمة (صوار 3) على قناة فرانس 3 من سنة 2005 حتى 2008، ماري دروكير أصبحت مقدمة أخبار الساعة 13 و 20 منذ 2008.

## حياتها المبكرة
ماري دروكير هي ابنة جون دروكير المدير التنفيذي للتلفزيون الفرنسي وقريبة الصحفي والمقدم ميشال دروكير والممثلة ليا دروكير. تلقت تعليمها في جامعة السوربون ، حيث حصلت على شهادة في الأدب الحديث. عائلتها يهودية (من رومانيا والنمسا وبولندا والجزائر).

## روابط خارجية
- ماري دروكير على موقع IMDb (الإنجليزية)
- ماري دروكير على موقع ألو سيني (الفرنسية)
- ماري دروكير على موقع ميوزك برينز (الإنجليزية)